# Station Armentières
Station Armentières (Frans: Gare d'Armentières) is een spoorwegstation in de Noord-Franse stad Armentières. Het station is gelegen aan de lijn Lille - Les Fontinettes en aan lijn Armentières - Arques. Vroeger hadden ook de spoorlijnen Wavrin - Armentières en Armentières - Houplines hier een aansluiting.
Vanaf het station reed er een metersporige buurtspoorlijn van de CEN (Chemins de fer économiques du Nord) naar Halluin langs de Belgische grens.

## Treindienst
| Serie | Treinsoort | Route                                                                 | Bijzonderheden |
| ----- | ---------- | --------------------------------------------------------------------- | -------------- |
| C 70  | TER (SNCF) | Lille-Flandres – Armentières – Hazebrouck                             |                |
| K 70  | TER (SNCF) | Lille-Flandres – Armentières – Hazebrouck – Dunkerque                 |                |
| K 71  | TER (SNCF) | Lille-Flandres – Armentières – Hazebrouck – Saint-Omer – Calais-Ville |                |